# Lista dregătorilor din timpul domniei lui Ștefan cel Mare
Acest articol conține o listă a dregătorilor din Principatul Moldovei din timpul domniei lui Ștefan cel Mare, organizată în mod cronologic.

## Dregători care au facut parte din Sfatul Domnesc
| Numele                           | Funcția                     | Perioada                               | Dregător în timpul altor domnii                                            | Informații                                                                                              | Sursa |
| -------------------------------- | --------------------------- | -------------------------------------- | -------------------------------------------------------------------------- | --- | --- |
| Cozma al lui Șandru (Șandrovici) | Prim-sfetnic                | 8 septembrie 1457 - 13 septembrie 1457 | Roman I, Alexandru cel Bun, Ștefan al II-lea, Petru Aron                   | | Documenta Romaniae Historica, A. Moldova, vol. II București Ioan Bogdan, Documentele lui Ștefan cel Mare, București |
| Manoil Grecu                     | Boier în sfat, Prim-sfetnic | 8 septembrie 1457 - 30 iunie 1467      | Roman I, Alexandru cel Bun, Ștefan al II-lea, Petru Aron                   | | Documenta Romaniae Historica, A. Moldova, vol. II București                                                         |
| Oană Julici (Pântece)            | Boier în sfat               | 8 septembrie 1457 - 13 septembrie 1457 | Roman I, Alexandru cel Bun, Ștefan al II-lea, Bogdan al II-lea, Petru Aron | | Documenta Romaniae Historica, A. Moldova, vol. II București                                                         |
| Petru                            | Pârcălab                    | 8 septembrie 1457 - 13 septembrie 1457 | Roman I, Alexandru cel Bun, Petru Aron                                     | | Documenta Romaniae Historica, A. Moldova, vol. II București                                                         |
| Vlaicul                          | Pârcălab de Cetatea Albă    | 8 septembrie 1457 - 3 decembrie 1462   | Bogdan al II-lea                                                           | Unchiul lui Ștefan cel Mare                                                                             | Documenta Romaniae Historica, A. Moldova, vol. II București Ioan Bogdan, Documentele lui Ștefan cel Mare, București |
| Costea Orâs                      | Boier în sfat               | 8 septembrie 1457 - 2 noiembrie 1464   | Alexandru cel Bun, Petru Aron                                              | | Documenta Romaniae Historica, A. Moldova, vol. II București                                                         |
| Goian                            | Vornic                      | 8 septembrie 1457 - 15 aprilie 1463    | Bogdan al II-lea, Alexandru cel Bun, Petru Aron                            | | Ioan Bogdan, Documentele lui Ștefan cel Mare, București                                                             |
| Iliiaș Modruz                    | Pârcălab de Suceava         | 8 septembrie 1457 - 12 ianuarie 1460   |                                                                            | | Documenta Romaniae Historica, A. Moldova, vol. II București Ioan Bogdan, Documentele lui Ștefan cel Mare, București |
| Petru Ponici                     | Pârcălab de Suceava         | 8 septembrie 1457 - 28 august 1466     | Alexandru cel Bun                                                          | | Documenta Romaniae Historica, A. Moldova, vol. II București Ioan Bogdan, Documentele lui Ștefan cel Mare, București |
| Ciopei                           | Pârcălab de Neamț           | 8 septembrie 1457 - ?                  | Bogdan al II-lea                                                           | | Documenta Romaniae Historica, A. Moldova, vol. II București                                                         |
| Oțel (Olovenco)                  | Boier în sfat               | 8 septembrie 1457 - 12 aprilie 1458    | Bogdan al II-lea                                                           | | Documenta Romaniae Historica, A. Moldova, vol. II București                                                         |
| Hodco a lui Grețu                | Boier în sfat               | 8 septembrie 1457 - 1 ianuarie 1476    | Bogdan al II-lea, Alexandru cel Bun, Petru Aron                            | | Documenta Romaniae Historica, A. Moldova, vol. II București                                                         |
| Micu Crai                        | Boier în sfat               | 8 septembrie 1457 - 8 august 1461      | Bogdan al II-lea, Alexandru cel Bun, Petru Aron                            | | Documenta Romaniae Historica, A. Moldova, vol. II București Ioan Bogdan, Documentele lui Ștefan cel Mare, București |
| Stețco a lui Dămăcuș             | Boier în sfat               | 8 septembrie 1457 - 24 septembrie 1468 | Petru Aron                                                                 | Ginerele prim-sfetnicului Cozma al lui Șandru și socrul vistierului Ignatie Iuga                        | Documenta Romaniae Historica, A. Moldova, vol. II București Ioan Bogdan, Documentele lui Ștefan cel Mare, București |
| Isaia                            | Postelnic                   | 8 septembrie 1457 - 13 februarie 1458  |                                                                            | Cumnatul lui Ștefan cel Mare                                                                            | Documenta Romaniae Historica, A. Moldova, vol. II București Ioan Bogdan, Documentele lui Ștefan cel Mare, București |
| Stanimir                         | Vistier                     | 8 septembrie 1457 - 12 ianuarie 1460   |                                                                            | | Documenta Romaniae Historica, A. Moldova, vol. II București Ioan Bogdan, Documentele lui Ștefan cel Mare, București |
| Zbierea                          | Stolnic                     | 8 septembrie 1457 - 13 decembrie 1465  |                                                                            | | Documenta Romaniae Historica, A. Moldova, vol. II București Ioan Bogdan, Documentele lui Ștefan cel Mare, București |
| Tador (sau Toader)               | Paharnic                    | 8 septembrie 1457 - 22 aprilie 1462    |                                                                            | | Ioan Bogdan, Documentele lui Ștefan cel Mare, București                                                             |
| Ion Boureanul                    | Comis                       | 8 septembrie 1457 - 2 noiembrie 1464   | Petru Aron                                                                 | | Documenta Romaniae Historica, A. Moldova, vol. II București Ioan Bogdan, Documentele lui Ștefan cel Mare, București |
| Dobrul Ioan                      | Logofăt                     | 8 septembrie 1457 - 5 februarie 1468   |                                                                            | | Documenta Romaniae Historica, A. Moldova, vol. II București Ioan Bogdan, Documentele lui Ștefan cel Mare, București |
| Hodco Știbor                     | Boier în sfat               | 13 februarie 1458 - 15 mai 1462        | Alexandru cel Bun, Petru Aron                                              | | Documenta Romaniae Historica, A. Moldova, vol. II București Ioan Bogdan, Documentele lui Ștefan cel Mare, București |
| Toma Cânde                       | Boier în sfat               | 13 februarie 1458 - 12 aprilie 1458    | Petru Aron                                                                 | | Documenta Romaniae Historica, A. Moldova, vol. II București Ioan Bogdan, Documentele lui Ștefan cel Mare, București |
| Lazea Pitic                      | Boier în sfat               | 13 februarie 1458 - 2 octombrie 1467   | Alexandru cel Bun, Petru Aron                                              | | Documenta Romaniae Historica, A. Moldova, vol. II București                                                         |
| Albul                            | Boier în sfat               | 4 aprilie 1459 - 13 aprilie 1460       | Ștefan al II-lea, Alexandru cel Bun, Petru Aron                            | | Documenta Romaniae Historica, A. Moldova, vol. II București                                                         |
| Șandru Tolocico de la Dorohoi    | Boier în sfat               | 13 februarie 1458 - 2 octombrie 1467   | Alexandru cel Bun, Petru Aron                                              | | Documenta Romaniae Historica, A. Moldova, vol. II București Ioan Bogdan, Documentele lui Ștefan cel Mare, București |
| Sin                              | Boier în sfat               | 13 februarie 1458 - ?                  | Petru Aron                                                                 | | Documenta Romaniae Historica, A. Moldova, vol. II București Ioan Bogdan, Documentele lui Ștefan cel Mare, București |
| Seacâș (sau Sacâș)               | Spătar                      | 13 februarie 1458 - 9 februarie 1469   |                                                                            | | Documenta Romaniae Historica, A. Moldova, vol. II București Ioan Bogdan, Documentele lui Ștefan cel Mare, București |
| Isaia                            | Pârcălab de Neamț           | 12 aprilie 1458 - 2 noiembrie 1464     |                                                                            | | Documenta Romaniae Historica, A. Moldova, vol. II București Ioan Bogdan, Documentele lui Ștefan cel Mare, București |
| Petrică a lui Iachim             | Boier în sfat               | 5 septembrie 1458 - 26 august 1474     | Alexandru cel Bun                                                          | | Documenta Romaniae Historica, A. Moldova, vol. II București Ioan Bogdan, Documentele lui Ștefan cel Mare, București |
| Cozmiță                          | Boier în sfat               | 5 septembrie 1458 - decembrie 1460     | Alexandru cel Bun                                                          | | Documenta Romaniae Historica, A. Moldova, vol. II București Ioan Bogdan, Documentele lui Ștefan cel Mare, București |
| Buhtea                           | Boier în sfat               | 5 septembrie 1458 - 9 iulie 1466       |                                                                            | | Documenta Romaniae Historica, A. Moldova, vol. II București Ioan Bogdan, Documentele lui Ștefan cel Mare, București |
| Fetion                           | Boier în sfat               | 5 septembrie 1458 - 5 decembrie 1460   |                                                                            | | Documenta Romaniae Historica, A. Moldova, vol. II București Ioan Bogdan, Documentele lui Ștefan cel Mare, București |
| Igantie Iuga                     | Vistiernic                  | 5 septembrie 1458 - 20 septembrie 1479 |                                                                            | Ginerele lui Stețco a lui Dămăcuș                                                                       | Documenta Romaniae Historica, A. Moldova, vol. II București Ioan Bogdan, Documentele lui Ștefan cel Mare, București |
| Crasnăș                          | Postelnic                   | 5 septembrie 1458 - 5 decembrie 1460   |                                                                            | Cuscru cu Ioachim Arbore cel Bătrân (fratele lui Ștefan) și ginerele lui Dragoș Boul, pârcălab de Roman | Documenta Romaniae Historica, A. Moldova, vol. II București Ioan Bogdan, Documentele lui Ștefan cel Mare, București |
| Tăutul                           | Boier în sfat               | 3 ianuarie 1459 - ?                    |                                                                            | | Documenta Romaniae Historica, A. Moldova, vol. II București                                                         |
| Stanciul                         | Boier în sfat               | 12 iunie 1459 - 13 decembrie 1465      | Alexandru cel Bun, Petru Aron                                              | | Documenta Romaniae Historica, A. Moldova, vol. II București Ioan Bogdan, Documentele lui Ștefan cel Mare, București |
| Ioan Bucium                      | Boier în sfat               | 12 iunie 1459 - 3 martie 1465          | Petru Aron                                                                 | | Documenta Romaniae Historica, A. Moldova, vol. II București Ioan Bogdan, Documentele lui Ștefan cel Mare, București |
| Radu Pisc                        | Boier în sfat               | 12 iunie 1459 - 3 martie 1465          | Alexandru cel Bun, Bogdan al II-lea                                        | | Documenta Romaniae Historica, A. Moldova, vol. II București                                                         |
| Duma a lui Brae                  | Boier în sfat               | 13 ianuarie 1460 - 16 septembrie 1466  | Alexandru cel Bun, Petru Aron                                              | | Documenta Romaniae Historica, A. Moldova, vol. II București                                                         |
| Coste a lui Dan (Danovici)       | Boier în sfat               | 13 aprilie 1460 - 15 februarie 1468    | Alexandru cel Bun                                                          | | Documenta Romaniae Historica, A. Moldova, vol. II București Ioan Bogdan, Documentele lui Ștefan cel Mare, București |
| Pașco                            | Postelnic                   | 8 august 1461 - 9 februarie 1469       |                                                                            | | Documenta Romaniae Historica, A. Moldova, vol. II București Ioan Bogdan, Documentele lui Ștefan cel Mare, București |